# 梨花まゆり
梨花 まゆり（りか まゆり、1986年8月1日 - ）は、日本の女性声優。2009年4月からネクシード所属、その後2013年10月5日のブログで活動を休止していることを発表した。千葉県出身。

## 出演作品

### 吹き替え
- アバター・オブ・マーズ（ソラ）
- アメイジング・ワールド（リアサ）
- アルマゲドン2010（アリソン）
- WITHOUT A TRACE/FBI 失踪者を追え!シーズン6第14話（ジェニー）
- ガン & スピリット（サラ）
- エアポート2010（ヴェラ）
- エンド・オブ・トゥモロー（グレッチェン）
- サイボーグ・シティ（ティンカーベル）
- サイレント・ワールド2011（マレーネ）
- シャーロック・ホームズVSモンスター（ハドソン）
- デビッドの美食フードショー 決め手のソース （ジョイア）
- ドラゴン・アイ（マヤ）
- 2012ソーラークライシス（ティナ）
- power90 Sculpt3-4（ヘザー）
- バロン ほらふき男爵の冒険
- BANSHEE バンシー（ローレン）
- フィアー・フロム・デプス（エリン）
- ホステージ・オブ・エネミーライン（カローラ）
- ミスコン殺人事件〜プロム・クィーン〜（ローレン）
- ミレニアム ドラゴン・タトゥーの女（ジェニー）
- メガ・ピラニア
- モンスター･フィッシュを探せ!絶滅寸前!ノコギリエイ（ニコール）
- リベンジ（ホリー）

### 舞台
- 自由の彼方で(妙子)
- 月の岬(七瀬)
- 僕の東京日記(ゲソ)

### ボイスオーバー
- スマート・トラベル（クイーンズランド州 ） シドニー ジェニー役